# La Mussara

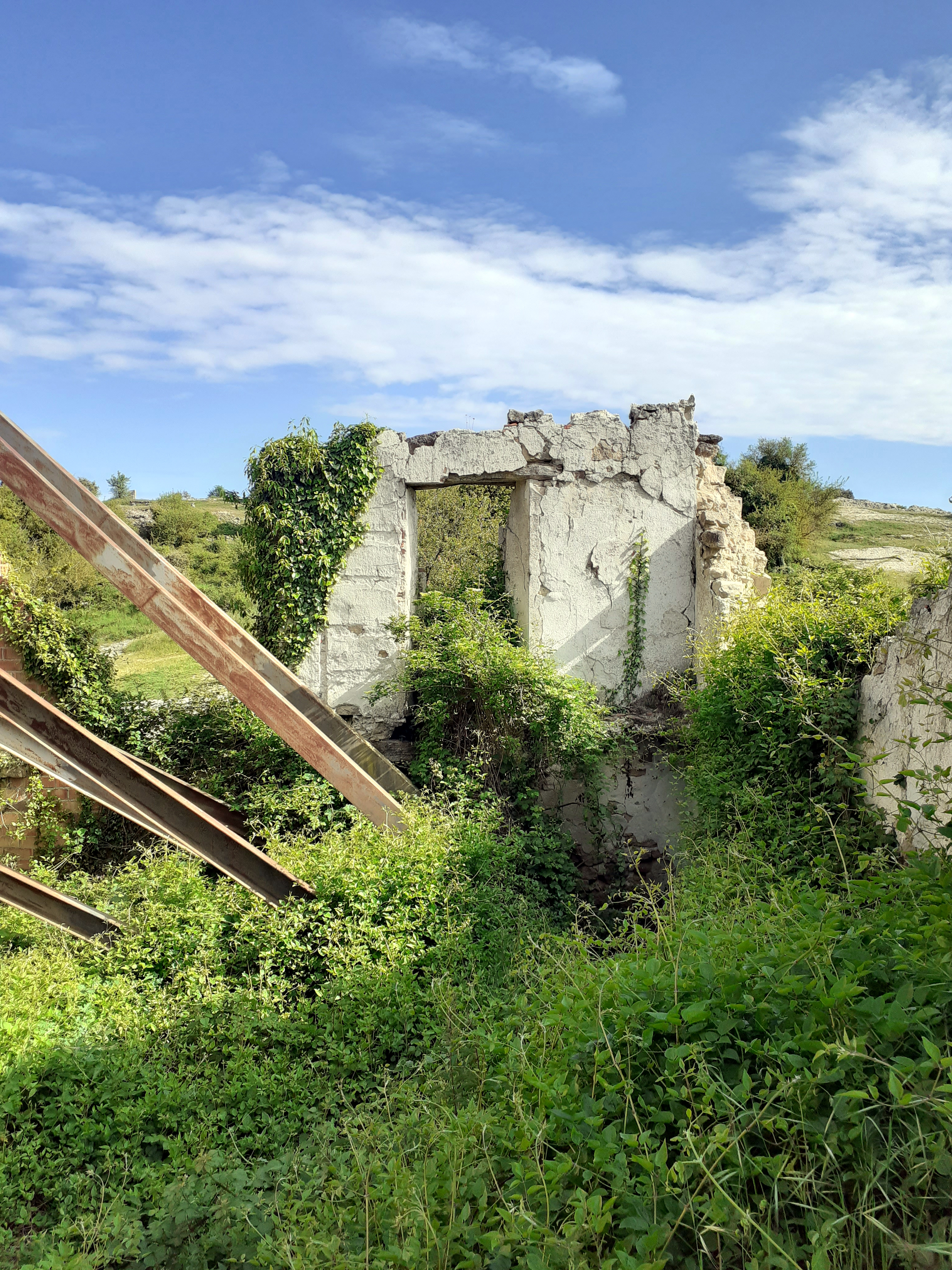
Ruïnes in la Mussara

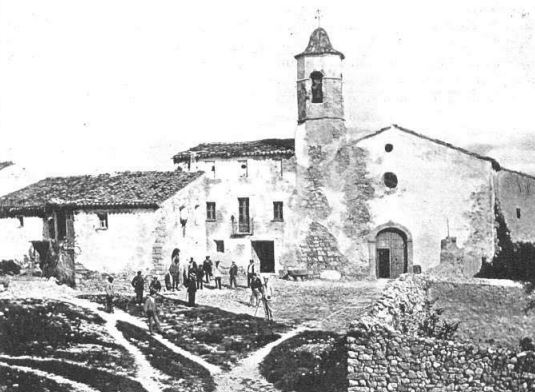
La Mussara in 1903

La Mussara is een spookdorp in de gemeente Baix Camp in de Spaanse regio Catalonië. Het dorp, gelegen hoog in het Pradesgebergte, dat tot 1959 werd bewoond, bevat slechts nog ruïnes.

## Geschiedenis
Het dorp bestond sinds ongeveer 1194. De overblijfselen van de kerk van Sant Salvador, daterend uit de twaalfde eeuw met een klokkentoren uit 1859, staan er nog. Het dorp werd in 1959 verlaten, nadat een druifluizeninvasie de lokale wijngaarden, waarvan de bevolking voor het levensonderhoud afhankelijk was, had verwoest. Bij decreet van 10 januari 1961 werd La Mussara toegevoegd aan de gemeente Vilaplana.

## Spookverhalen
Het dorp is bekend van spookverhalen en legendes. Zo zijn er in de loop der jaren diverse paranormale voorvallen, zoals  Ufo-waarnemingen, ontmoetingen met buitenaardse wezens en tijdverstoringen, in het gebied gemeld. Ook zou er soms plotseling een mysterieuze dichte mist over het dorp vallen. Verder zijn er berichten dat er mensen vermist zijn geraakt. Over een steen in het dorp, genaamd La Piedra del 6 (de steen van 6), bestaat het verhaal dat men door er overheen te springen naar een andere dimensie wordt getransporteerd.

## Demografische ontwikkeling
| 1830 | 1840 | 1857 | 1920 | 1940 | 1960 |
| ---- | ---- | ---- | ---- | ---- | ---- |
| 84   | 146  | 323  | 169  | 94   | 12   |